# Ghisoni
Ghisoni je naselje in občina v francoskem departmaju Haute-Corse regije - otoka Korzika. Leta 2006 je naselje imelo 234 prebivalcev.

## Geografija
Kraj leži v osrednjem delu otoka Korzike znotraj naravnega regijskega parka Korzike, 105 km jugozahodno od središča Bastie.

## Uprava
Ghisoni je sedež istoimenskega kantona, v katerega so poleg njegove vključene še občine Ghisonaccia, Lugo-di-Nazza in Poggio-di-Nazza s 3.723 prebivalci.
Kanton Ghisoni je sestavni del okrožja Corte.